# سامي الحسني
سامي خميس نقي الحسني (ولد في 29 يناير 1992)، المعروف عموما باسم سامي الحسني، هو لاعب كرة قدم عماني يلعب لصالح نادي صور ويجيد اللعب في مركز الهجوم.

## دولياً
الحسني جزء من التشكيلة الأساسية لمنتخب عمان لكرة القدم. اختير لتمثيل المنتخب لأول مرة في عام 2013. حقق أول ظهور دولي له في 25 ديسمبر 2013 أمام البحرين في بطولة غرب آسيا 2014 في قطر. كما لعب في تصفيات كأس آسيا 2015.

### أهداف دولية
حصيلة عمان من الأهداف تظهر أولا.
| #  | التاريخ        | المكان                                       | الخصم    | التسجيل | النتيجة | المنافسة             |
| -- | -------------- | -------------------------------------------- | -------- | ------- | ------- | -------------------- |
| 1. | 5 مارس 2014    | مجمع السلطان قابوس الرياضي، مسقط، سلطنة عمان | سنغافورة | 3–0     | 3–1     | تصفيات كأس آسيا 2015 |
| 2. | 5 سبتمبر 2017  | مجمع السلطان قابوس الرياضي، مسقط، عمان       | المالديف | 5–0     | 5–0     | تصفيات كأس آسيا 2019 |
| 3. | 14 نوفمبر 2017 | ملعب تشانغليميثانغ، تيمفو، بوتان             | بوتان    | 1–0     | 4–2     | تصفيات كأس آسيا 2019 |

## وصلات خارجية
- سامي الحسني على موقع قاعدة بيانات كرة القدم.إي يو (الإنجليزية)
- سامي الحسني على موقع ناشيونال فوتبول تيمز (الإنجليزية)
- سامي الحسني على موقع Soccerway.com (الإنجليزية)
- سامي الحسني على موقع كووورة